# Lijst van heersers van Leuchtenberg
Hier volgt een lijst van heersers van Leuchtenberg.

## Huis Leuchtenberg

### Heren van Leuchtenberg (tot 1158)
- ? – 1146: Gerard I
- 1146 – 1150: Frederik I
- 1146 – 1158: Gerard II, wordt in de gravenstand verheven

### Graven van Leuchtenberg (1158-1196)
- 1158 – 1168: Gerard II
- 1168 – 1196: Diepold I, erfde de titel landgraaf

### Landgraven van Leuchtenberg (1196-1458)
- 1196 – 1209: Diepold I
- 1209 – 1244: Gerard III, in Burg Waldeck
- 1209 – 1259: Diepold II, in Leuchtenberg
- 1244 – 1284: Frederik II
- 1244 – 1279: Gerard IV, na zijn dood werd zijn land verdeeld onder zijn vier zonen
- 1279 – 1293/96: Gerard V
- 1279 – 1295: Hendrik
- 1279 – 1307: Frederik III
- 1279 – 1300: Koenraad
- 1293 – 1334: Ulrich I, verenigt alle Leuchtenbergse landen; na zijn dood deelden zijn zonen het graafschap

#### Landgraven van oostelijk Leuchtenberg (1334-1458)
- 1334 – 1407: Jan I, regeert in het oosten
- 1407 – 1458: Jan III, regeert in het oosten, koopt zijn oom Jan II en neef George I uit

#### Landgraven van westelijk Leuchtenberg (1334-1458)
- 1334 – 1378: Ulrich II, regeert in het westen
- 1378 – 1404: Albert, regeert in het westen
- 1404 – 1458: Leopold, verenigt alle Leuchtenbergse landen

### Vorstelijke landgraven van Leuchtenberg (1458-1646)
- 1458 – 1463: Leopold, tijdens zijn heerschappij kreeg Leuchtenberg een stem in de Rijksdag; zijn zoons verdelen het landgraafschap
- 1463 – 1485: Frederik V, in Leuchtenberg
- 1463 – 1486: Lodewijk, in Hals
- 1486 – 1531: Jan IV
- 1531 – 1555: George III
- 1555 – 1567: Lodewijk Hendrik
- 1567 – 1613: George IV Lodewijk
- 1613 – 1634: Willem George
- 1634 – 1646: Maximiliaan Adam

## Huis Wittelsbach

### Hertogen van Beieren-Leuchtenberg (1646-1705)
- 1646 – 1650: Albrecht VI van Beieren, verruilde Leuchtenberg voor het graafschap Haag
- 1650 – 1705: Maximiliaan Filips van Beieren

## Huis Lamberg

### Landgraven van Leuchtenberg (1705-1714)
- 1705 – 1714: Frans Anton; na zijn dood wordt Leuchtenberg een provincie van Beieren